# Myersglanis blythii
Myersglanis blythii és una espècie de peix de la família dels sisòrids i de l'ordre dels siluriformes.

## Morfologia
- Els mascles poden assolir 7,3 cm de longitud total.[4][5]

## Hàbitat
És un peix d'aigua dolça i de clima temperat.

## Distribució geogràfica
Es troba a Àsia: és una espècie de peix endèmica del Nepal.